# Heinrich Ohrmann
Heinrich Ohrmann (* 23. Juli 1885 in Neuenhaus; † 6. Januar 1966 in Bremen) war ein deutscher römisch-katholischer Theologe und Propst in Bremen.

## Leben
Ohrmann studierte Theologie. 1913 wurde er in Osnabrück zum katholischen Priester geweiht. Ab 1919 war er Vikar der Gemeinde St. Johann in Bremen und danach zunächst als Kaplan tätig. 1939 wurde er von den Nationalsozialisten wegen eines Verstoßes gegen den Flaggenerlass anlässlich der Fronleichnamsprozession bestraft. 
1947 wurde der Katholiken-Ausschuss in Bremen gegründet und Ohrmann der geistliche Leiter. Er wurde 1947 der Nachfolger von Msgr. Friedrich Hardinghaus als Pastor primarius und Dechant von St. Johann. Das Dekanat Bremen gehört zum Bistum Osnabrück. Es war weitgehend dem Caritasverband in Bremen unter Leitung von Ohrmann zu verdanken, dass 1948 die Gemeinnützige Wohnungsbau-Genossenschaft Schönere Zukunft durch seine Initiative wieder neu gegründet wurde. 1953 wurde St. Johann Propsteikirche und Ohrmann zu seiner 40sten Priesterweihe Propst. Mit ihm war der Neubeginn der katholischen Gemeinde nach dem Zweiten Weltkrieg in Bremen maßgeblich verbunden. 1961 trat er in den Ruhestand. Er war danach Ehrendechant der Kirche in Bremen.